# Jörg Homann
Jörg Homann  (* 9. August 1940 in Kiel) ist ein deutscher lutherischer Theologe, Oberlandeskirchenrat a. D. und ehemaliger Vorsitzender der Arbeitsgemeinschaft Missionarische Dienste (AMD).

## Leben
Homann wuchs in Gronau bei Hildesheim auf. Er wurde geprägt durch die Jugendarbeit von Pfarrer Heinrich Kemner, dem Gründer der pietistischen Ahldener Bruderschaft und des Geistlichen Rüstzentrums Krelingen. Im Alter von 16 Jahren hatte er ein Bekehrungserlebnis. Homann studierte Theologie in Tübingen, Bonn und Göttingen. Nach einem Vikariat in Hannover wurde er 1970 Pfarrer in Celle. Dort knüpfte er Kontakte zur Gemeinschaftsbewegung und der Deutschen Evangelischen Allianz. 1980 wechselte er nach Hannover in das Landeskirchenamt Hannover und wurde zum Oberkirchenrat und später zum Oberlandeskirchenrat ernannt. Als Oberlandeskirchenrat der Evangelisch-lutherischen Landeskirche Hannovers war er zuständig für Weltmission, ökumenische Diakonie, Volksmission sowie Kontakten zur Gemeinschaftsbewegung und anderen Frömmigkeitsströmungen. Von 1997 bis 2003 war Homann der Vorsitzende der AMD. Sein Nachfolger ist seit 2004 Bischof Axel Noack.

## Werke
- Missionarische Kirche im multireligiösen Kontext. Hamburg: Evangelisches Missionswerk in Deutschland 1996 (Weltmission heute; Nr. 25: Studienheft)